# Dawda J. K. Bah
Dawda J. K. Bah ist ein gambischer Politiker.

## Leben
| Parlamentswahl | Stimmen | Stimmanteil |
| -------------- | ------- | ----------- |
| 1997           | 1.476   | 96,91 %     |
| 2002           | n/v     | gewählt     |

Dawda J. K. Bah trat bei der Wahl zum Parlament 1997 als Kandidat der Alliance for Patriotic Reorientation and Construction (APRC) im Wahlkreis Nianija in der Janjanbureh Administrative Area an. Mit 96,91 % konnte er den Wahlkreis vor den unabhängigen Kandidaten Essa Bah für sich gewinnen. Zu den Wahlen zum Parlament 2002 trat Bah im selben Wahlkreis erneut an. Er konnte den Wahlkreis erneut für sich gewinnen, er erreichte mehr Stimmen als Maka Mbye (NRP). Zu der Wahl zum Parlament 2007 trat Bah nicht als Kandidat an.